# Tribal Pursuit
Tribal Pursuit – drugi album studyjny francuskiego zespołu muzycznego Kaoma, wydany w 1991 roku nakładem Columbia Records. 
Album promowały single „Danca Tago Mago”, „Mamae Afrika” i „Moço do dende”. Wydawnictwo dotarło do 16. miejsca w zestawieniu albumów prowadzonym przez SNEP oraz 51. pozycji na holenderskiej liście albumów publikowanej przez MegaCharts.

## Lista utworów
Opracowano na podstawie materiału źródłowego.
1. „Salsita” / „Moço do dende” (Jean-Claude Bonaventure Remix) – 3:32
2. „Chacha la vie” – 4:19
3. „Danca Tago Mago” – 4:12
4. „Contigo voy” – 4:04
5. „Moço do dende” – 4:07
6. „Ca ka fe mal” – 3:59
7. „Mamae Afrika” – 4:22
8. „Enamorados” – 3:47
9. „Anai” – 5:15
10. „Ilha do amor” – 3:55
11. „Celebration” – 4:03